# Periferia (álbum)
Periferia é o oitavo álbum de estúdio do grupo de pagode Negritude Júnior, lançado em 2000 pela gravadora EMI.
Foi produzido por Jorge Cardoso, juntamente com o grupo. Até então, eles passaram a produzir musicalmente seus álbuns.
As faixas de destaque do disco são "Não Vou Negar", um pagode romântico e lento, "O Bem Que Você Me faz", faixa que mistura funk com samba (recurso muito usado pelo grupo Adryana & A Rapaziada) e "A Princesa e o Plebeu", música feita para a atriz Taís Araújo após o fim de seu namoro com Netinho de Paula.
É o último álbum do grupo com Netinho de Paula nos vocais, após isso ele deixou o grupo em 2001 para seguir carreira solo por desentendimentos com seus companheiros de banda por causa de um programa na Rede Record.
Foi o álbum menos sucedido do grupo, vendendo somente 80 mil cópias, marca considerada baixa para sua época de lançamento. 

## Faixas
| N.º            | Título                                                     | Compositor(es)                                                         | Duração |  |
| 1.             | "Nossa Área É Assim / Din Din Din"                         | Wagninho / Netinho de Paula; Wagninho / Netinho de Paula               | 4:50    |  |
| 2.             | "A Princesa e o Plebeu"                                    | Charlles André / Wagninho / Netinho de Paula                           | 4:28    |  |
| 3.             | "Quem é de Sambar"                                         | Márcio Paiva / André Renato                                            | 2:53    |  |
| 4.             | "Nosso Baile"                                              | Claudinho / Nenêgritude / Lino Izaguirre / Wagninho / Netinho de Paula | 3:22    |  |
| 5.             | "Swing do Amor"                                            | Chiquinho dos Santos / Helder Celso                                    | 3:47    |  |
| 6.             | "Eu Viro Esse Jogo"                                        | Márcio Paiva / Julinho Santos                                          | 3:56    |  |
| 7.             | "Não Vou Negar"                                            | Chico Roque / Paulo Sérgio Valle                                       | 4:30    |  |
| 8.             | "Vê Se Volta Pra Mim"                                      | Eduardo Lages / Paulo Sérgio Valle                                     | 3:58    |  |
| 9.             | "Tristeza Nos Olhos"                                       | Altay Veloso                                                           | 4:45    |  |
| 10.            | "O Bem Que Você Me Faz"                                    | Arnaldo Saccomani / Thaís Nascimento                                   | 3:32    |  |
| 11.            | "Pra Nunca Mais Voltar"                                    | Adalto Magalha / Délcio Luiz                                           | 4:45    |  |
| 12.            | "Não Gosta Mais De Mim"                                    | Lino Izaguirre / Wagninho / Netinho de Paula                           | 3:34    |  |
| 13.            | "Tá Tudo Aí / Citação Musical: That's the Way (I Like It)" | Dhema / Ira Buscálo; H. W. Cazei / R. Finch                            | 3:47    |  |
| 14.            | "Quando Conversar Com Deus"                                | Luiz Cláudio Picolé / Serginho Procópio / Netinho de Paula             | 3:52    |  |
| 15.            | "Periferia"                                                | Wagninho/ Netinho de Paula                                             | 3:28    |  |
| Duração total: | Duração total:                                             | Duração total:                                                         | 59:31   |  |